# DRACO-programma
DRACO (Demonstration Rocket for Agile Cislunar Operations) is een nucleaire thermische raketaandrijving die in de jaren 2020 door de Verenigde Staten werd ontwikkeld. Het hart van de aandrijving werd gevormd door een kernreactor, waar vloeibare waterstof doorheen werd geleid, en zo wordt verhit. Het uitzettende en met kracht uitstromende waterstofgas stuwt de raket voort.

## Doel
In 2023 was NASA van plan om DRACO te gebruiken voor een RIFT (Reactor-In-Flight-Test), de testlancering zou in 2026 plaats moeten vinden. 